# Poa oscariana
Poa oscariana là một loài cỏ trong họ hòa thảo, thuộc chi poa.